# ARMC12
ARMC12 (англ. Armadillo repeat containing 12) – білок, який кодується однойменним геном, розташованим у людей на 6-й хромосомі. Довжина поліпептидного ланцюга білка становить 340 амінокислот, а молекулярна маса — 38 632.
| 10         |  | 20         |  | 30         |  | 40         |  | 50         |
| ---------- |  | ---------- |  | ---------- |  | ---------- |  | ---------- |
| MGKSIPQYLG |  | QLDIRKSVVS |  | LATGAGAIYL |  | LYKAIKAGIK |  | CKPPLCSNSP |
| ICIARLAVER |  | ERHGRDSGEL |  | RRLLNSLECK |  | QDEYAKSMIL |  | HSITRCVYLL |
| EAEASACTTD |  | DIVLLGYMLD |  | DKDNSVKTQA |  | LNTLKAFSGI |  | RKFRLKIQEH |
| SIKVLELIST |  | IWDTELHIAG |  | LRLLNNLPLP |  | DYVHPQLRRV |  | MPALMEILQS |
| DYILAQVQAV |  | RLLSYLAQKN |  | DLLYDILNCQ |  | VHSNFLNLFQ |  | PTQSGSLLYE |
| VLVFAERLSE |  | GRNAPHYHVV |  | KWHYNEQSLH |  | ESLFGEESRL |  | ADRLLALVIH |
| PEEDVQIQAC |  | KVIVSLQYPQ |  | DLRARPSSCQ |  | PSRSYFKNTE |  |            |

A: Аланін

C: Цистеїн

D: Аспарагінова кислота

E: Глутамінова кислота

F: Фенілаланін

G: Гліцин

H: Гістидин

I: Ізолейцин

K: Лізин

L: Лейцин

M: Метіонін

N: Аспарагін

P: Пролін

Q: Глутамін

R: Аргінін

S: Серин

T: Треонін

V: Валін

W: Триптофан

Задіяний у такому біологічному процесі, як альтернативний сплайсинг. 